# Парсонс, Чарлз Алджернон
Сэр Чарлз Алджернон Па́рсонс (англ. Charles Algernon Parsons; 13 июня 1854, Лондон, Великобритания — 11 февраля 1931, Кингстон, Ямайка, Великобритания) — английский инженер и промышленник, изобретатель многоступенчатой реактивной паровой турбины, также известной как турбина Парсонса, модификации которой применяют в современной энергетике.

## Биография
Младший сын известного астронома графа Уильяма Парсонса и его жены Мэри Росс. Получил домашнее образование в духе, поощрявшем инновации и практические навыки. Его частный репетитор — учёный сэр Роберт Болл. Парсонс с ранних лет проявлял большой интерес к технике. На семейной яхте путешествовал вдоль побережья Англии и северной Испании.
В 1871—1872 годах учился в колледже Тринити в Дублине и получает премию за математические способности.
В 1873—1876 годах учился в Колледже Сент-Джона Кембриджского университета; член гребного клуба при университете; получил математическую степень. Знакомые характеризовали его как человека с сильным характером, эксцентричного, неортодоксального, застенчивого и скромного, с хорошим чувством юмора.
С 1877 года работал на заводе Armstrong Whitworth. Стал «премиум»-учеником (обычно ведущем к управленческой карьере). Чтобы получить эту должность, он заплатил £ 500. Переводится в Kitson & Co. в Йоркшире.
В январе 1883 году женился на Кэтрин Бэзел (англ. Katherine Bethell).
В 1884—1889 годах — партнёр Armstrong Whitworth.
Перевёлся в компанию Clarke Chapman, став младшим партнёром и руководителем электрического отдела производства судового оборудования.
Изобрёл многоступенчатую реактивную паровую турбину, получил в апреле на неё патент и сразу же использовал этот двигатель вместе с электро-генератором собственной конструкции.
В 1886 году разработал дешёвый метод производства прожекторов.
В 1889 году основал с друзьями в Хитоне (англ.) фирму C. A. Parsons and Company для производства паровых турбин своей системы, динамомашин и другого электрического оборудования. Был вынужден использовать менее эффективную конструкцию, ведя борьбу за патентные права с Clarke Chapman. В 1894 году вернул себе патент.
В 1893 году построил небольшой лёгкий паровой двигатель, который использовал в вертолёте и в планере. Вертолёт поднимался на несколько ярдов, а планер пролетел около 100 ярдов на высоте 20 футов.
Его новая компания делала большие успехи в разработке и поставке турбогенераторов на электростанциях по всему миру.
В 1894 году вместе с друзьями основал Marine Steam Turbine Company и получил патенты для их морского применения. Первое судно с паровой турбиной «Турбиния» было заложен 2 августа 1894 года.
В 1897 году «Турбиния» сделала блистательный выход на мировую сцену, показав высокую скорость на морском параде в честь бриллиантового юбилея королевы Виктории в Спитхеде.
В 1898 году основал Turbinia Works в Уолсенде (англ.).
В 1898 году стал членом Лондонского королевского общества.
В 1899 году Королевский флот Великобритании принял в эксплуатацию опытные миноносцы HMS Viper и HMS Cobra. На обоих кораблях установлены турбины конструкции Парсонса.
Примерно с 1900 года экспериментировал с усилением звука и завершил их созданием первого устройства для усиления музыки (англ.), за 20 лет до создания электрического усилителя. Однако результат был неоднозначен. Одна из реакций на это была:

«Вы слышали оксетофон (auxetophone)? Надеюсь, нет! Потребуются все турбины мистера Парсонса, чтобы убрать многострадальное человечество за пределы слышимости его дьявольского изобретения» («All Mr. Parsons' turbines will be wanted to take long-suffering humanity out of earshot of his diabolical invention»).
В 1900 году на Всемирной выставке в Париже катер «Турбиния» демонстрировал высокую скорость на Сене. После разборки «Турбинию» выставили в Музее науки в Лондоне.
В 1901 году было заложено первое пассажирское судно с паровой турбиной King Edward (англ.).
В 1902 году Королевский флот запустил в эксплуатацию эсминец HMS Velox, оснащённый турбиной. Потрачено более £30 000 и 25 лет в попытке создать методы производства искусственных алмазов, которые успешно применяются сейчас. Хотя после «нескольких тысяч экспериментов, и гораздо большего времени на анализы» ему пришлось признать своё поражение при производстве собственных алмазов. Получает медаль Румфорда от Лондонского королевского общества.
В 1905—1906 годах — президент Общества морских инженеров-механиков.
В 1909 году переоборудовал грузовой лайнер «Веспасиан» турбинными двигателями и получил успешный результат.
В 1911 году получил титул рыцаря.
В 1921 году купил Derby Glassworks и сделал значительные улучшения в производстве оптического стекла.
С 1923 по 1925 год — президент Института физики.
В 1925 году купил Sir Howard Grubb's company и занимался бизнесом астрономических телескопов. Его прототип лёгкий honey-comb опто-зеркальный fore-shadow восполнял нужды астрономов.
В 1927 году награждён орденом «За заслуги». В 1931 году избран иностранным членом-корреспондентом Академии наук СССР.
11 февраля 1931 года после болезни на Ямайке, сэр Чарльз умер на борту лайнера «Герцогиня Ричмонд». Леди Парсонс умерла у себя дома 16 октября 1933 года.
В 1961 году «Турбиния» была перестроена и выставлена на обозрение в Ньюкасле. В 1983—1996 годах «Турбиния» была восстановлена и выставлялась в специальной галерее музея Newcastle's Discovery Museum.

## Галерея

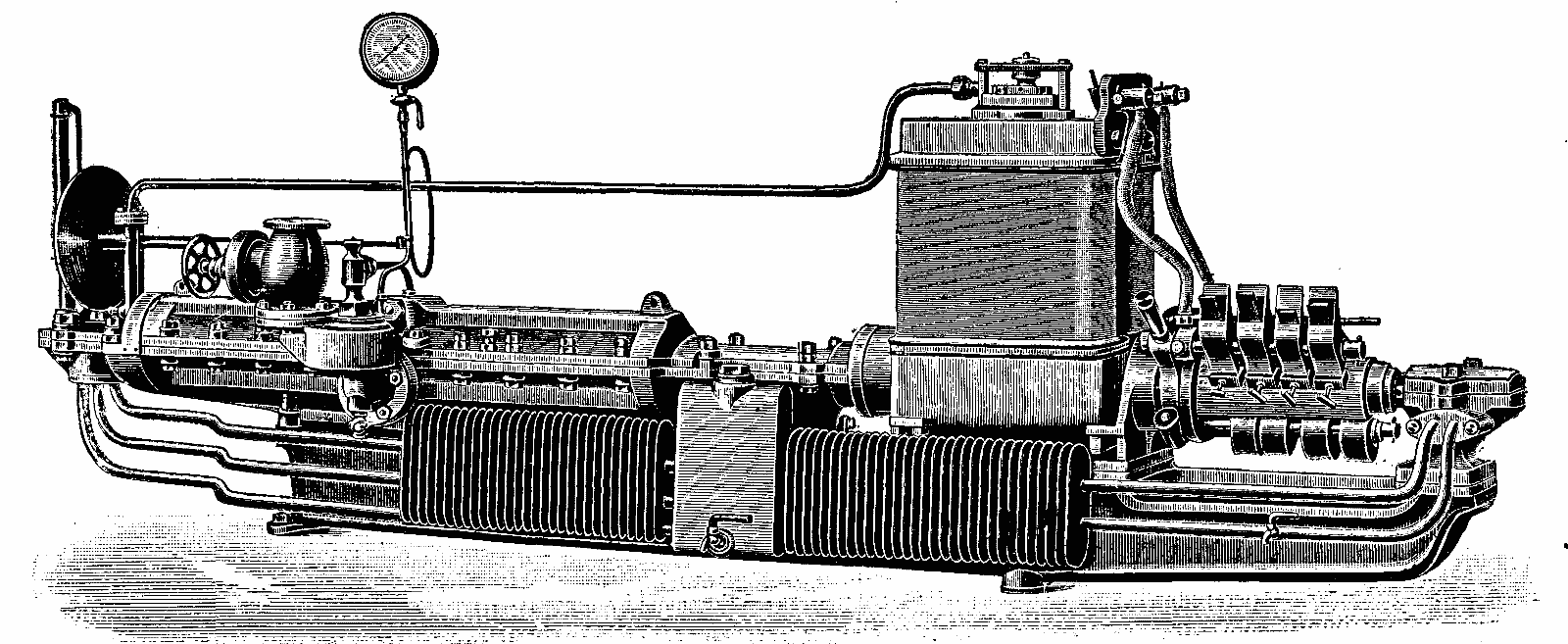
Первый паровой турбогенератор Парсонса, представленный им на выставке в Ньюкасле в 1887 году. 17 таких генераторов в порядке презентации обеспечивали освещение всей выставки.
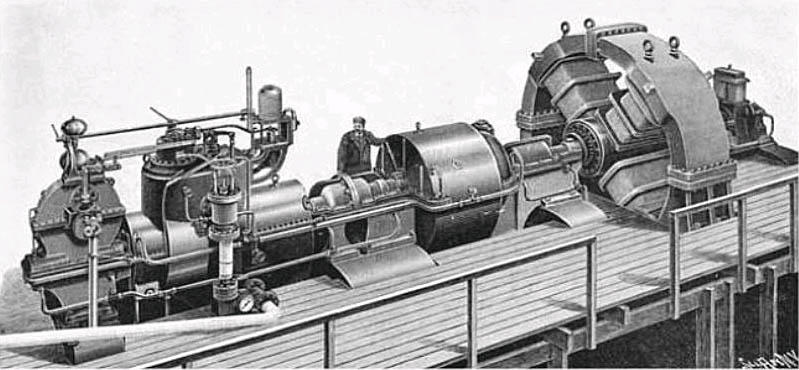
Первый турбогенератор Парсонса мощностью 1 МВт, установленный в промышленную эксплуатацию на одном из заводов в Германии (1899).
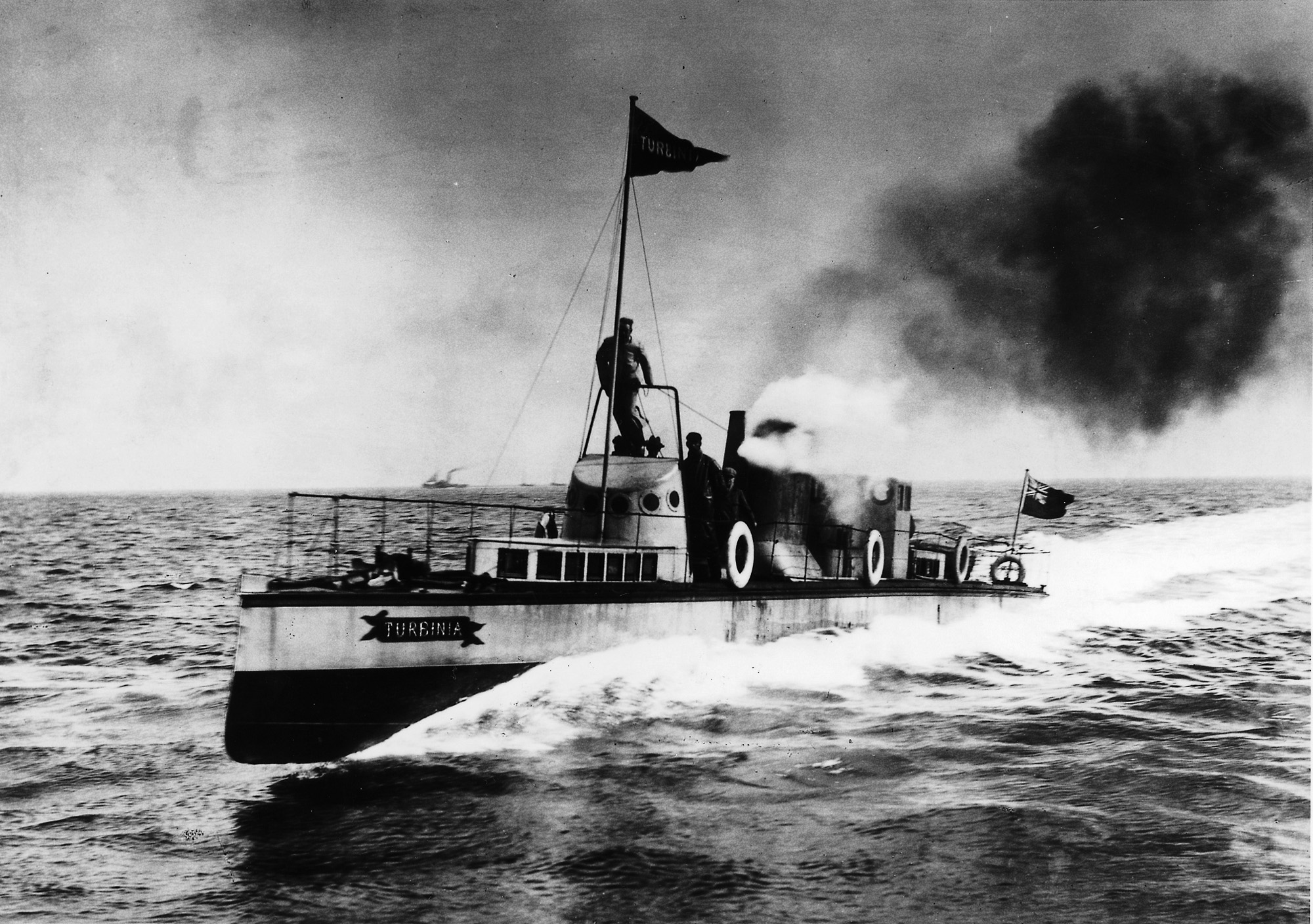
Первое морское судно с двигателями Парсонса — катер «Турбиния» на всех парах (1897).
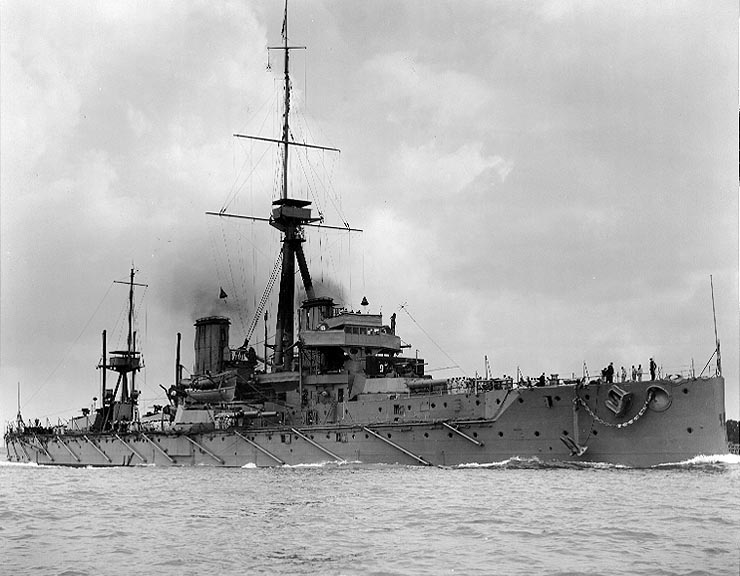
«Неустрашимый» — первый в мире военный линкор, на котором были установлены паротурбинные двигатели Парсонса, позволившие линкору набирать рекордную для кораблей такого класса скорость (1906).